# 피렌체 카르투시오회 수도원

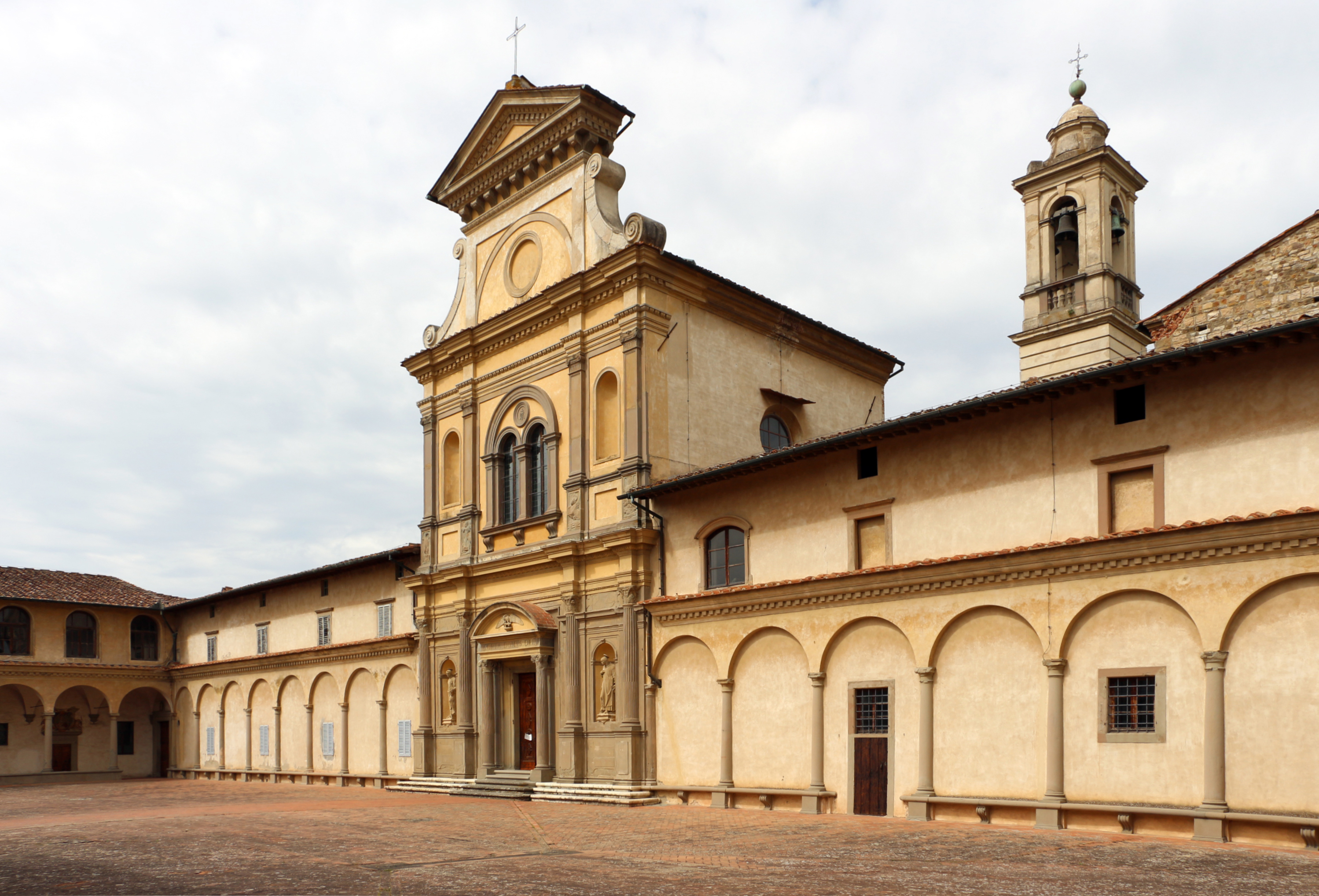
피렌체 카르투시오회 수도원

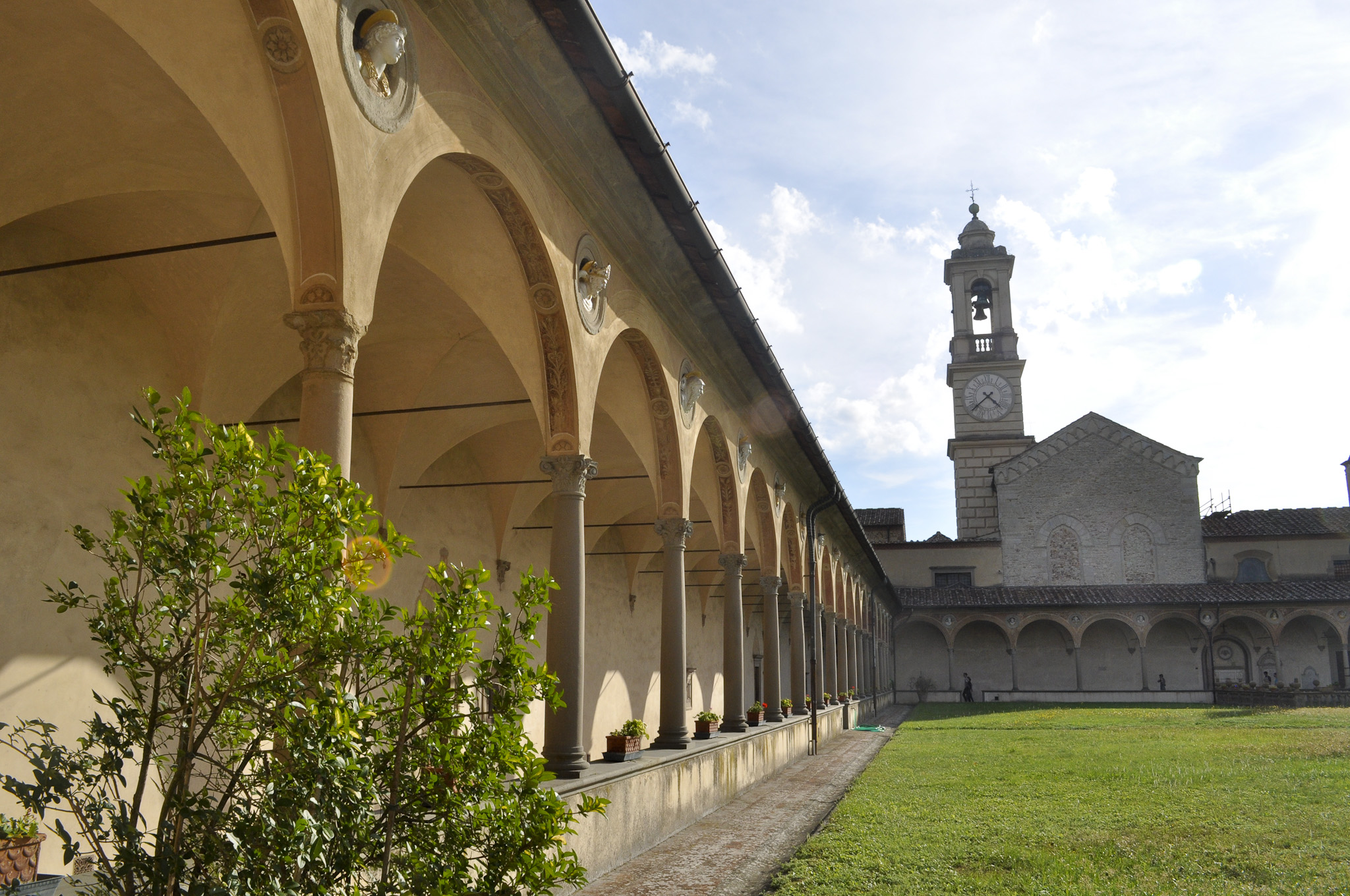
수도원의 뜰

피렌체 카르투시오회 수도원 (Certosa di Firenze 또는 Certosa del Galluzzo)는 이탈리아 중부 피렌체에 위치한 갈루초 교외에 위치한 카르투시오회의 수도원이다. 에마 강 (Ema)과 그레베 강 (Greve)의 합류 지점에 있는 아쿠토 산에 있다.
수도원은 나폴리 왕국의 대세니셜 피렌체의 귀족 니콜로 아차이올리가 1341년에 세웠으며, 수 세기 동안에 다수의 기부를 통해서 확장을 계속하였다. 1958년에 시토회 수도사들이 차지하기도 했다.
수도원에 폰토르모가 그린 프레스코화가 있는 회랑의 채광창이 노출로 인해 손상을 입었다.
수도원은 르 코르뷔지에의 도심 계획에 영감을 주기도 했다.
수도원은 이탈리아의 비영리 문화 단체인 중세 라틴 문화 단체가 위치해 있다.